# Księga Przywilejów
Księga Przywilejów (hiszp. El Libro de los Privilegios) to książka napisana przez podróżnika Krzysztofa Kolumba w 1502 roku przed jego czwartą wyprawą do Ameryki.
Książka została przygotowana w Sewilli w towarzystwie sędziów i notariuszy. Zawierała ona przywileje, które otrzymają Krzysztof Kolumb i jego potomkowie od hiszpańskiej korony jako nagrodę za odkrycie nowej drogi do Indii, a także podboju i chrystianizacji nowych ziem wzniesionych pod panowaniem Hiszpanii.
Publikacja książki nastąpiła po wojnach prawnych między Krzysztofem Kolumbem, a władcami Hiszpanii o nagrodę za jego dokonania.